# ماره وینت
ماره وینت (زادهٔ ماره مند؛ ۱۵ سپتامبر ۱۹۴۲ – ۱۰ مه ۲۰۲۰) هنرمند گرافیک اهل استونی بود. در آثارش، وینت بیشتر «منظرهٔ آرمانی» را به تصویر می‌کشید.

## زندگی
وینت در تالین به دنیا آمد و در سال ۱۹۶۱ از دبیرستان نهم فارغ‌التحصیل شد.
او از ۱۹۶۲ تا ۱۹۶۷ در آکادمی هنرهای استونی تحصیل کرد و در رشتهٔ هنر شیشه فارغ‌التحصیل شد.
او از ۱۹۶۷ تا ۱۹۶۹ به عنوان معلم هنر دبیرستان در تالین کار کرد، سپس به عنوان هنرمند مستقل فعالیت داشت.
از سال ۱۹۷۳ عضو اتحادیه هنرمندان استونی بود.
او با جوهر و طراحی با مداد کار می‌کرد و از سال ۱۹۷۲ بیشتر بر لیتوگرافی تمرکز داشت.
در آثار ماره وینت از نیمهٔ دوم دههٔ ۱۹۶۰ و آغاز دههٔ ۱۹۷۰، سبکی پدید آمد که با تضاد سیاه‌وسفید طراحی‌ها شناخته می‌شود و در آن، رنگ حضوری مشروط دارد.
او در سال ۲۰۱۵ مفتخر به دریافت نشان ستاره سفید درجهٔ چهارم شد.

## جوایز
وی همچنین برندهٔ جوایزی همچون نشان ستاره سفید درجه چهارم شده است.